# Hanyang 88
El Tipo 88, a veces llamado "Hanyang 88" (en chino, 漢陽八八式步槍) y Hanyang Zao (que significa Hecho en Hanyang), es un fusil de cerrojo chino, basado en el Gewehr 88 alemán. Fue adoptado por la Dinastía Qing hacia finales del siglo XIX y fue el fusil chino estándar, siendo empleado por múltiples facciones y formaciones, hasta el final de la guerra civil china. El nombre de este fusil se deriva del Arsenal de Hanyang, la principal fábrica que lo produjo. Iba a ser reemplazado por el fusil Chiang Kai-shek. Sin embargo, la producción del nuevo fusil nunca logró igualar a la demanda y el Tipo 88 continuó en producción, equipando al Ejército Nacional Revolucionario durante la segunda guerra sino-japonesa.

## Historia
Este fusil estaba basado en el Mauser Modelo 1888 e inicialmente fue desplegado por el Nuevo Ejército de la dinastía Qing. Desde el inicio de su producción en 1895, el Tipo 88 fue modificado dos veces para mejorar su desempeño, en 1904 y en 1930. Durante la segunda guerra sino-japonesa, el Tipo 88 demostró su valía ante los nuevos fusiles japoneses Tipo 38 y Tipo 99. Fue uno de los fusiles estándar del Ejército Nacional Revolucionario desde su creación en 1925 hasta finales de la década de 1940. Las fuerzas japonesas capturaron en China grandes cantidades del Hangyang 88, suministrándolo a unidades de segunda línea y tropas chinas colaboracionistas. También fue empleado por los comunistas durante el mismo período, así como en las primeras etapas de la guerra de Corea. Algunos fueron suministrados al Viet Minh. La producción del Tipo 88 cesó en 1944, habiéndose producido 1.100.000 unidades.
Inicialmente producido en el Arsenal de Hanyang, su línea de producción se mudó al 21° Arsenal de Chongqing cuando la ciudad fue capturada por tropas japonesas en 1938. Su producción se detuvo en 1944 cuando empezó a producirse el fusil Chiang Kai-Shek.
Los Hanyang 88 del Ejército de Liberación Popular fueron suministrados a milicias o empleados para entrenamiento o ceremonias después de haber sido dados de baja.

## Diseño
El Tipo 88 era básicamente una copia del Mauser Modelo 1888, con algunas diferencias mínimas, como la ausencia de la funda del cañón y un riel para bayoneta más largo. Su cerrojo se amartillaba al abrirse y su depósito tipo Mannlicher podía contener 5 cartuchos 7,92 x 57 Mauser. El depósito era alimentado mediante un peine en bloque de 5 cartuchos. Cuando el último cartucho era introducido en la recámara, el peine caía del depósito a través de un agujero en su fondo. La principal ventaja de este sistema de recarga era que permitía recargar muy rápido al tirador. Sin embargo, su desventaja era que el agujero del depósito permitía el ingreso de polvo y tierra, causando problemas de fiabilidad. También se le podía montar una bayoneta.
En 1904 se modificó el diseño del fusil, retirándole la funda del cañón y agregando una cubierta de madera para evitar que el tirador se queme las manos. Otros cambios incluían un alza basada en la del Mauser Kar 98k.
Inicialmente, el Tipo 88 disparaba el cartucho con bala de punta redonda I. Al inicio de la Primera Guerra Mundial, este tipo de cartucho ya era obsoleto. Sin embargo, todavía era empleado por el Ejército Nacional Revolucionario en sus enfrentamientos con los japoneses durante las primeras etapas de la segunda guerra sino-japonesa. Pero en 1935 se introdujo el nuevo fusil Chiang Kai-shek. Esta variante carabina del Mauser 98 empleaba el nuevo cartucho con bala Spitzer IS, que tenía un mejor desempeño balístico. Aunque los peines en bloque del Tipo 88 podían ser llenados con el nuevo cartucho, no se llevó a cabo la conversión masiva del Tipo 88 para emplear este cartucho aun cuando había sido planificada.
El Tipo 88 también tuvo una variante carabina, que era más corta y ligera, aunque con menor alcance y precisión.

## Desempeño

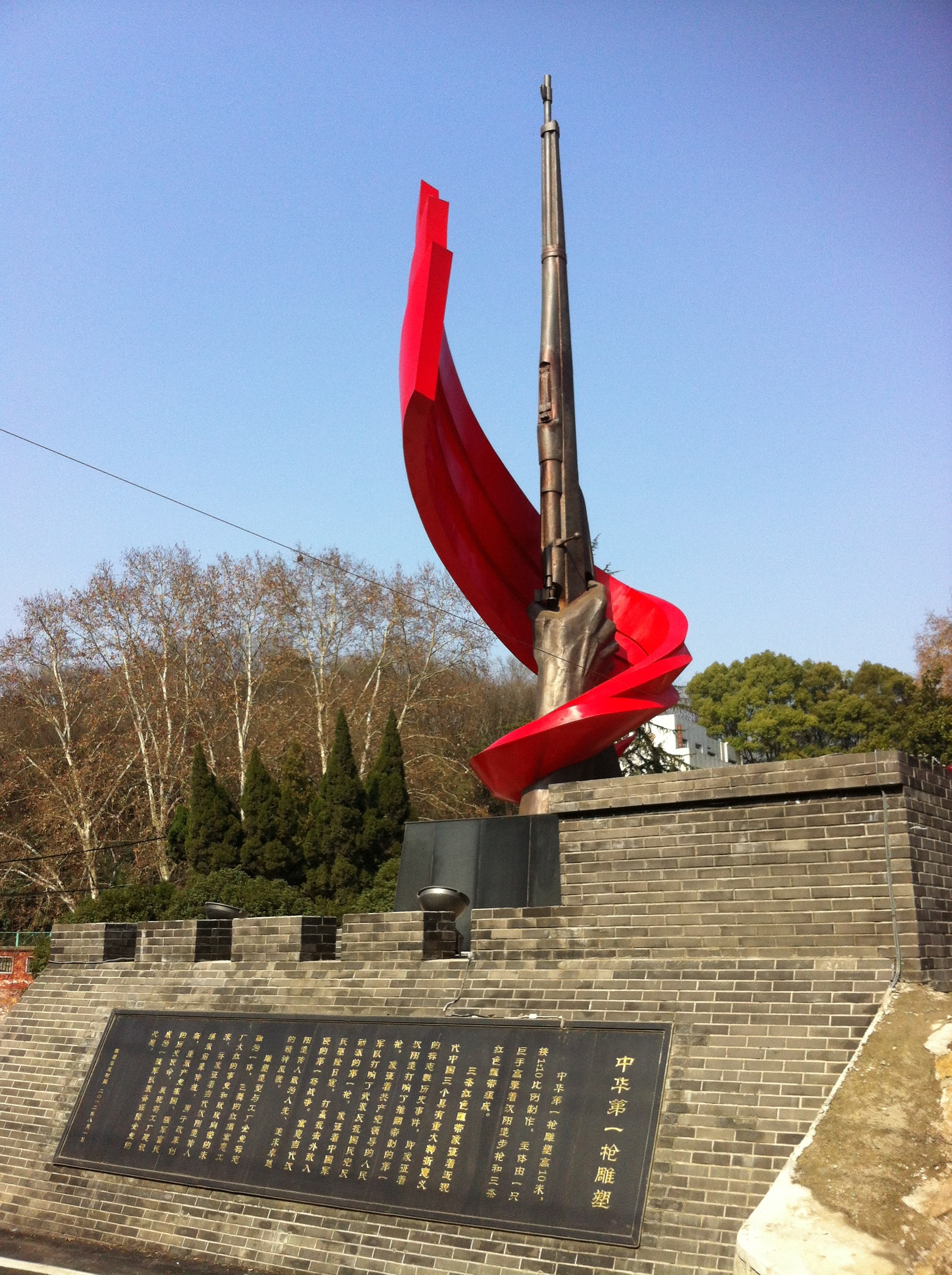
Monumento al Hanyang 88.

El Tipo 88 era barato y sencillo de producir, además de resistente y fiable.
Sus contrapartes japonesas fueron los fusiles Arisaka Tipo 38 y Tipo 99.
En comparación con el Tipo 38, el Tipo 88 era más pesado, tenía un mayor retroceso al disparar y no era tan sencillo de maniobrar debido a las diferencias cualitativas de producción. Sin embargo, el Tipo 88 tenía un mayor poder de parada dentro de su alcance efectivo.
En comparación con el Tipo 99, el Tipo 88 era nuevamente más pesado y con menor calidad de mano de obra (comparado con los primeros fusiles Tipo 99). Aunque en este caso, su poder de parada y retroceso eran similares.

## Usuarios
- República Popular China: Fue empleado por el Ejército Popular de Liberación.[17]
  -  China: Fue empleado durante el Levantamiento de los bóxers.[1]
  -  República de China: Fue empleado por el Ejército Nacional Revolucionario.[1][18]
- Japón: Fue empleado por algunas unidades de segunda línea.[1]
  - El Ejército Colaboracionista chino empleó algunos Hanyang 88.[7][19]
- Manchukuo: Fue empleado por las unidades de segunda línea del Ejército Imperial de Manchukuo.[20]
- Vietnam del Norte: Suministró algunos fusiles al Viet Minh.[9]